# تاراس بولبا
تاراس بولبا (بالروسية: Тарас Бульба) هي رواية تاريخية رومانسية للكاتب الروسي نيكولاي غوغول نُشرت لأول مرة بشكل مختصر في عام 1835 ضمن مجموعة قصصية، قبل أن تصدر نسختها الأشهر والأكثر تفصيلًا في كتاب منفرد في عام 1842. تختلف النسخة الثانية عن سابقتها في بعض النقاط، ويصفها ناقد الأدب الروسي فيكتور إرليش بأنها تمثل نموذجًا للفضيلة المدنية والقوة، بينما تمتلئ النسخة السابقة بشوفينية واضحة لإثنية القوزاق.
يمكن فهم القصة في سياق الحركة القومية الرومانسية في الأدب الروسي، والتي تطورت حول ثقافة عرقية تاريخية تتوافق مع المثل العليا في الأدب الرومانسي.
يصف غوغول في الرواية حياة العجوز تاراس بولبا وهو من القوزاق الزبوريشين بأوكرانيا، وولديه أندريه وأوستاب. يدرس الأبناء في أكاديمية كييف ثم يعودون إلى ديارهم، فينطلق الثلاثة في رحلة إلى زابوريشين سيش، وهي منطقة يقطنها عرق القوزاق وتقع في جنوب أوكرانيا، حيث ينضموا إلى القوزاق الآخرين ويخوضوا الحرب ضد البولنديين.

## خلفية الرواية
تستند الشخصية الرئيسية في الرواية إلى العديد من الشخصيات التاريخية، فنجد أن تاراس بولبا بطل الرواية هو مزيج من قائد القوزاق العسكري أتامان أوكريم ماكوخا من بلدة ستارودوب، والذي قتل ابنه نازار بسبب تحوله إلى الجانب البولوني خلال انتفاضة خملنيتسكي، ومن بطل أغنية فلكلورية روسية لميخايلو ماكسيموفيتش اسمها أعمال سافا تشالي، وتحكي عن قائد القوزاق سافا تشالي الذي أُعدم في عام 1741 بأمر من والده لخيانته للقضية الأوكرانية بعد أن خدم كعقيد في الجيش الخاص للنبلاء البولونيين.
القائد أتامان أوكريم ماكوخا هو جد المستكشف الأوكراني وعالم الأعراق البشرية نيكولاس ميكلوهو ماكلاي، كان غريغوري إيليش ميكلوهو ماكلاي عم نيكولاس ميكلوهو ماكلاي زميل دراسة لغوغول حيث التحقا معًا بالمدرسة العليا في نيجين، ومن الوارد أنه حكى لغوغول عن تاريخ عائلته.

## قصة
تروي القصة جانبا من معاناة القوزاق ابان الحكم الروسي القيصري. تبدأ الاحداث بتواجد أوستاب واندريه ابني بولبا في روسيا بهدف الدراسة. يسلط الكاتب الضوء على شخصية كل من الابنين فيظهر أوستاب بمظهر الرجل المتزن بينما يكون اندريا هو الشاب المندفع الامبالي.
بعد عودة الابنين إلى ابيهما تتسارع الاحداث بموت قائد المعسكر وانتخاب قائد جديد. تكون أولى مهام القائد الجديد هي الثأر من البولنديين الذين اقتحمو قرى القوزاق وقتلوا وشردوا واغتصبوا.
يستعرض الكاتب مقتل اندريا على يد والده (تراس بولبا) بعد خيانته لشعبه وانضمامه للبولنديين وذلك من اجل محبوبته البولندية.
تنتهي القصة بمقتل تراس بولبا بعد أن غدر به الروس اثر محادثات سلام كان معارضا لها من الأساس.

## القصة
يدرس أوستاب وأندري إبنا تاراس بولبا في مدرسة دينية أرثوذكسية في كييف. يميل أوستاب إلى المغامرة، بينما يميل أندريه للانطواء ويتمتع بمشاعر رومانسية عميقة، فيقع أثناء وجوده في كييف في حب فتاة نبيلة بولندية شابة، وابنة حاكم كونو.
يعود الشابان إلى بلدتهما فيمنحهما الأب تاراس بولبا الفرصة للذهاب إلى الحرب. يصل الأبناء إلى معسكر القوزاق في زابوريشين سيش، ويحاول تاراس بولبا إثارة القوزاق لخوض الحرب ضد البولنديين حين يحجم قائدهم العسكري عن خرق معاهدة السلام.
وسرعان ما تتاح لهم الفرصة لمحاربة البولنديين الذين يحكمون ربوع أوكرانيا غرب نهر دنيبر، والمتهمين بقيادة ملكهم الكاثوليكي المتطرف بارتكاب فظائع ضد القوزاق المسيحيين الأرثوذكس بمساعدة اليهود. يقتل القوزاق العديد من التجار اليهود في في زابوريشين سيش، ثم ينطلقوا في حملة ضد البولنديين، ويحاصروا مدينة دوبنو حتى يكاد البولنديين يموتون جوعا بسبب نقص الإمدادات.
تذهب امرأة تترية ذات ليلة إلى أندريه أثناء حصار القوزاق للمدينة، وحين توقظه يجد وجهها مألوفًا له فيتذكر أنها خادمة الفتاة البولندية التي كان يحبها. تخبره الخادمة بأن حبيبته وعائلتها يموتون جوعا بالداخل تحت الحصار، فيرافقها أندريه عبر ممر سري أسفل البئر الذي يبدأ من الدير ويمتد إلى داخل أسوار المدينة.
يتألم أندريه لما يراه من حال حبيبته وأمها الجياع، فيجلب لهما أرغفة الخبز خلسة متغاضيًا عن واجبه تجاه قومه من القوزاق.
وفي هذه الأثناء تزحف العديد من سرايا الجنود البولنديين إلى دوبنو لتخفيف الحصار عن المدينة وييبدون كتيبة من جيش القوزاق في عدد من المعارك. يعلم تاراس بولبا بخيانة ابنه من يانكل اليهودي الذي كان أنقذه في وقت سابق من القصة. ثم يرى تاراس إبنه أندريه في إحدى المعارك مرتديًا الزي البولندي داخل أسوار القلعة، فبجذبه تاراس إلى الغابة، حيث يسقطه من على صهوة جواده، ويوبخه بمرارة قائلاً:
«كما منحتك الحياة، سآخذها منك»
ثم يطلق تاراس بولبا الرصاص على ابنه فيسقط ميتًا.
يواصل تاراس وأوستاب قتال البولنديين، ويؤسر أوستاب أثناء إحدى المعارك، وحين يعلم تاراس بالأمر يذهب إلى وارسو بمساعدة يانكل اليهودي مختبئًا في عربة محملة بالقرميد. وبمجرد وصولهم إلى وارسو، تساعد مجموعة من اليهود يانكل على إخفاء تاراس بولبا في ثياب كونت ألماني. يذهب تاراس بولبا إلى السجن لرؤية أوستاب، إلا أنه يرتكب عن غير قصد خطأ يكشف عن هويته على كقوزاق، فيضطر إلى دفع رشوة كبيرة للهرب. ويحكم على أوستاب بالإعدام، وفي اليوم التالي. أثناء تنفيذ الإعدام، وحين يكون أوستاب على وشك الموت يصرخ بصوت عالٍ مناديًا على والده غير فيجيبه تاراس من بين الحشود، فيكشف نفسه مرة أخرى ويسجن، لكنه ينجح أيضًا في الهروب.
يعود تاراس إلى بلدته ليجد جميع أصدقاؤه القدامى قد قتلوا في الحرب، بينما يستعد قائد القوزاق الجديد لعقد هدنة مع البولنديين، فيرفض تاراس ذلك بشدة، ويحذره من أن البولنديين غادرون ولن يحترموا وعودهم. يفشل تاراس في إثناء القائد عن مسعاه هذا، فيأخذ كتيبة من القوزاق ويتحرك بها بعيدًا لمواصلة الهجوم على البولنديين بشكل مستقل. وكما توقع تاراس بولبا، فبمجرد موافقة قائد القوزاق الجديد على الهدنة، ينقض البولنديون عهدهم معه، ويقتلون عددًا من القوزاق.
يواصل تاراس ورجاله القتال حتى يحاصرهم البولنديون في النهاية في قلعة مدمرة، إلا أنهم يظلوا يقاتلون حتى هزيمة آخر رجل، يأسر البولنديون تاراس ويربطونه بشجرة، ثم يشعلون فيه النيران، إلا أنه لا يكف عن دعوة رجاله لمواصلة القتال حتى آخر لحظة، مطمئنًا إياهم أن القيصر الجديد قادم وأنهم من سيحكمون الأرض في النهاية.
تنتهي القصة بالقوزاق وهم جالسون على نهر دنيستر يتذكرون مآثر تاراس العظيمة، وإيمانه الصلب الذي لا يتزعزع بقضية قومه.

## الاختلاف بين نسختي العمل
لأسباب غير معلومة بدقّة حتى الآن، أعاد الكاتب نيقولاي غوغول إصدار تاراس بولبا في عام 1842 بشكل أكثر تفصيلًا كرواية منفصلة، بعد أن أضاف لها ثلاثة فصول جديدة تضمنت موضوعات قومية روسية لا تخلو من الآراء السياسية والجمالية الجديدة للمؤلف، كما أضاف لها غوغول نهاية جديدة حيث لم يحرق تاراس بولبا بطل القصة على أيدي البولنديين في نسخة عام 1835.

## انتقادات

### النزعة العرقية ومعاداة السامية
يتهم غوغول في هذه الرواية بالنزعة الشوفينية وبمعاداة اليهود. ويناقش كل من فيليكس دريزين، وديفيد جواسباري في كتابهما «الروح الروسية واليهودي: مقالات في النزعة العرقية الأدبية» تأثر غوغول بالتحيزات المعادية لليهود السائدة في الثقافة الروسية والأوكرانية.
ويذكر ليون بولياكوف في كتابه «تاريخ معاداة السامية» أن شخصية «يانكل» اليهودي في رواية تاراس بولبا قد أضحى بالفعل نموذجًا نمطيًّا لليهودي في الأدب الروسي. حيث صوره غوغول شخصًا استغلاليًا، وجبانًا، ومثيرًا للاشمئزاز، وإن كان لا ينسى الإحسان.
يشير غوغول في أحد فصول الرواية إلى أن اليهود يعاملون بطريقة غير إنسانية حين يذهب بولبا إلى اليهود ويطلب مساعدتهم، فيجد أن اليهود يتم إلقاءهم في النهر.

### تصوير البولنديين
اتهمت الرواية بكونها جزءًا من الدعاية الروسية المناهضة للبولنديين على حد تعبير عالم الاجتماع والمؤرخ الفنلندي البروفيسور فيلهو هارلي. فبعد انتفاضة نوفمبر التي اشتعلت على مدى عامي 1830-1831 ضد الحكم الإمبراطوري الروسي في قلب بولندا المقسمة منذ عام 1795، قامت السلطات القيصرية بشن حملة رسمية للتمييز ضد الشعب البولندي، وأصبحت العديد من الأعمال الأدبية، ووسائل الإعلام الشعبية الروسية في ذلك الوقت معادية للبولنديين وفقًا لسياسة الدولة، تقول المؤرخة الروسية ليودميلا جاتاجوفا بهذا الصدد:
«كانت الحكومة الروسية البيروقراطية، والمجتمع الروسي قد اتحدوا في فورة واحدة ضد البولنديين. فحالة الرهاب التي استحوذت على المجتمع قد أعطت دفعة قوية جديدة لحركة التضامن الوطني الروسي».

### تصوير الأتراك
كما هو الحال في الروايات الروسية الأخرى في ذلك الوقت، يُعامل الأتراك خلال أحداث الرواية باعتبارهم قوم بربريين وغير متحضرين بسبب طبيعتهم البدوية مقارنة بالأوروبيين.

## التأثير في الموسيقى والفنون والآداب اللاحقة
- اتخذ المؤلف الموسيقي الأوكراني ميكولا لوشنكو [الإنجليزية] من الرواية أساسًا لأوبرا تاراس بولبا التي كتب نصها قريبه ميخايلو ستاريتسكيي وعرضت لأول مرة في عام 1924، بعد حوالي إثني عشر عامًا من وفاة الملحن..
- ألف الموسيقي التشيكي ليوش جاناك بين عامي 1915 و 1918 مقطوعة بعنوان تاراس بولبا، وهي موسيقى راب سيمفونية للأوركسترا مستوحاة جزئيًا من المذبحة الجماعية في الحرب العالمية الأولى، أداها لأول مرة الموسيقي وقائد الأوركسترا التشيكي فرانتيشك نيومان في 9 أكتوبر 1921، ثم قدمها الموسيقي فاسلاف تاليش [الإنجليزية] بمصاحبة الأوركسترا الفيلهارمونية التشيكية [الإنجليزية] في براغ في 9 نوفمبر 1924.
- قدمت عدة أفلام مقتبسة ومستوحاة من الرواية منها:
  - الفيلم الصامت تاراس بولبا من إخراج ألكسندر درنكوف في عام 1909
  - فيلم تاراس بولبا من إخراج الروسي المنفي إلى ألمانيا جوزيف ن. إرموليف في عام 1924
  - فيلم تاراس بولبا أخرجه المخرج الروسي أليكسيس غرانوفسكي في عام 1936، وهو من إنتاج فرنسي، وصمم الديكور المميز له أندريه أندرييف.
  - الفيلم البريطاني الابن المتمرد من بطولة هاري باور مع حشد من الممثلين البريطانيين المهمين في عام 1938.
  - الفيلم الأمريكي تاراس بولبا من بطولة يول برينر، وتوني كيرتس وأخرجه جي لي تومسون عام 1962، وموسيقى الفيلم المميزة هي من تأليف فرانز واكسمان، وقد رشحت لجائزة الأوسكار.
  - الفيلم الإيطالي تاراس بولبا القوزاق في عام 1962.
  - الفيلم الأوكراني من هو الفاتح؟ ولعب دور تاراس بولبا في هذا الفيلم نودتاوت ساكسيري عام 1962.
  - فيلم تاراس بولبا من إنتاج التلفزيون الحكومي الروسي ودفعت تكاليفه بالكامل وزارة الثقافة الروسية، وهو من إخراج فلاديمير بورتكو، ومن بطولة عدد من الممثلين الأوكرانيين والروس والبولنديين مثل بوهدان ستوبكا (الذي لعب دور تاراس بولبا)، وآدا روجوفتسيفا (ولعبت دور زوجة تاراس بولبا)، وإيغور بيترينكو وقد لعب دور أندري بولبا، وفلاديمير فدوفيتشنكوف في دور أوستاب بولبا، وماغدالينا ميلكارز التي لعبت دور الفتاة النبيلة البولندية حبيبة أندريه بولبا. صورت مشاهد الفيلم عام 2007 في عدة مواقع في أوكرانيا من بينها زبوريشيا، وخوتين، وكاميانتس بوديليسكي. واستند السيناريو إلى نسخة عام 1842 من الرواية.
  - الفيلم الهندي فير الذي تدور أحداثه في الهند خلال القرن التاسع عشر، ويستند جزئيًا إلى رواية تاراس بولبا في عام 2010.

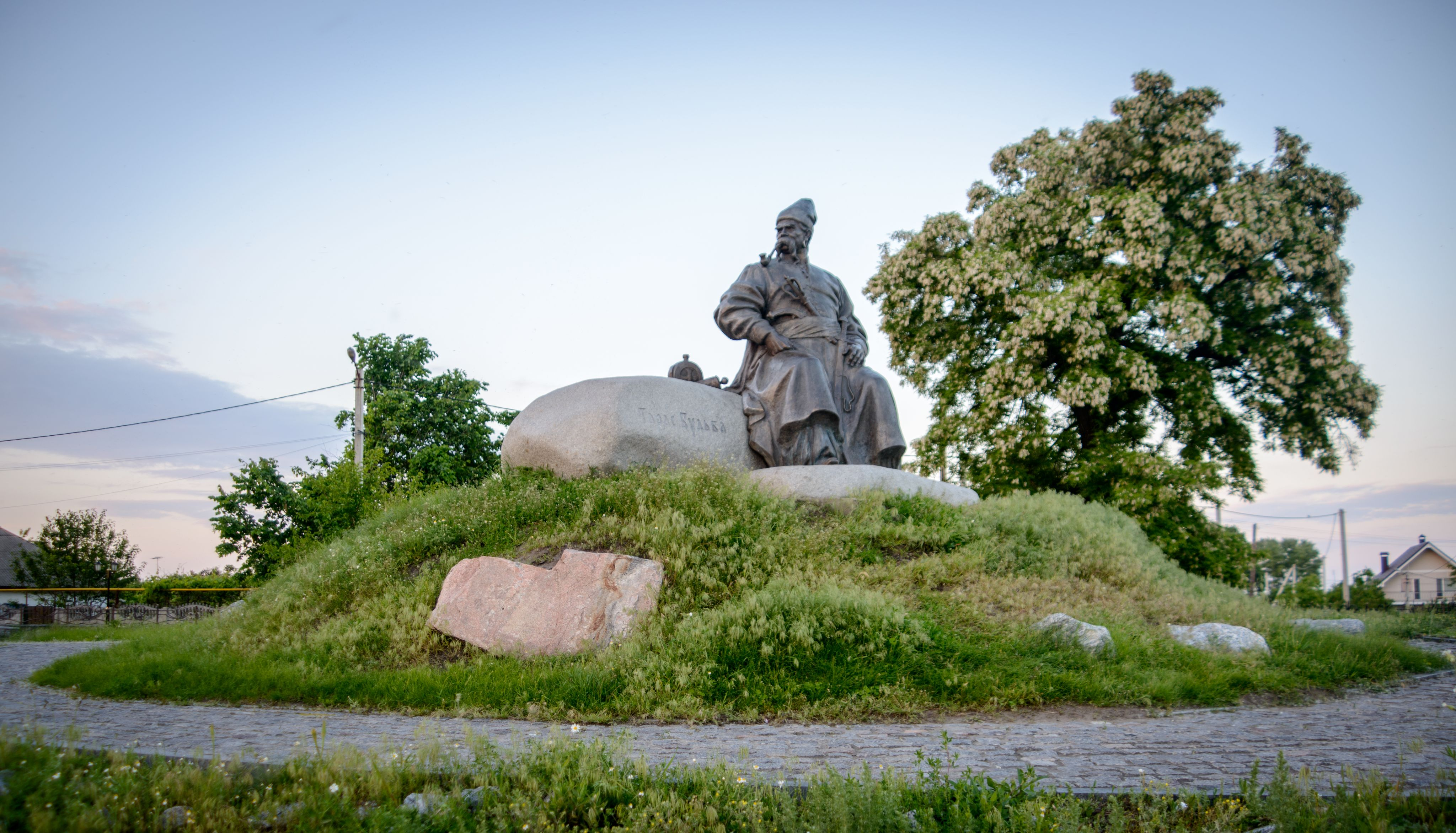
النصب التذكاري لتاراس بولبا في كيليبردا بأوكرانيا

## في الثقافة الشعبية
- حكى كتاب عشرة أيام في التلال اجين سمايلي الصادر في عام 2007 عن منتج أفلام يحاول تصوير نسخة جديدة من تاراس بولبا.
- تحمل الشخصية الشريرة في عرض ديزني الكرتوني داركوينج داك، اسم تاراس بولبا في إشارة، وإن كانت بالاسم فقط، إلى الشخصية الأدبية لتاراس بولبا.
- في الإصدار الثاني من لعبة الفيديو لا أحد يعيش للأبد عام 2002 يعثر اللاعب على نسخة من رواية تاراس بولبا لنيقولاي غوغول.

## وصلات خارجية
- تاراس بولبا على موقع الموسوعة البريطانية (الإنجليزية)
- الكتاب بالإنجليزية